# Dmytro Mychajlenko
Dmytro Stanislavovyč Mychajlenko (in ucraino Дмитро Станіславович Михайленко?; Kropyvnyc'kyj, 13 luglio 1973) è un allenatore di calcio ed ex calciatore ucraino, di ruolo centrocampista.

## Biografia
Ha un figlio di nome Ivan, anch'egli calciatore.

## Palmarès

### Giocatore

#### Competizioni nazionali
- Campionato ucraino: 6

Dinamo Kiev: 1994-1995, 1995-1996, 1996-1997, 1997-1998, 1998-1999, 1999-2000
- Coppa d'Ucraina: 3

Dinamo Kiev: 1995-1996, 1997-1998, 1998-1999
- Coppa di Cipro: 1

APOP Kinyras: 2008-2009

### Allenatore

#### Competizioni nazionali
- Druha Liha: 1

Dnipro-1: 2017-2018
- Perša Liha: 1

Dnipro-1: 2018-2019